# 名古屋出入国在留管理局中部空港支局
名古屋出入国在留管理局中部空港支局（なごやしゅつにゅうこくざいりゅうかんりきょくちゅうぶくうこうしきょく）は、愛知県常滑市にある法務省出入国在留管理庁の地方支分部局である名古屋出入国在留管理局の支局。

## 概要
愛知県のうち中部国際空港の区域を管轄している。出入国管理及び難民認定法に基づき、外国人の入出国・在留・違反手続、難民認定に関する調査等の行政事務を担当する。

## 内部組織
- 名古屋出入国在留管理局中部空港支局長（官職・入国審査官）
  - 次長（官職・入国審査官）
  - 総務課
  - 偽変造文書対策室
  - 首席審査官7人（官職・入国審査官）
    - 審査管理担当（審査管理部門）
    - 第一審査担当（第一審査部門）
    - 第二審査担当（第二審査部門）
    - 第三審査担当（第三審査部門）
    - 第四審査担当（第四審査部門）
    - 第五審査担当（第五審査部門）
    - 第六審査担当（第六審査部門）

  - 首席入国警備官（官職・入国警備官）
    - （警備部門）